# Song Myeong-seob
Song Myeong-seob, född 29 juni 1984, är en sydkoreansk taekwondoutövare, samt medlem av Kyung Hee Universitys taekwondoteam. 
Han deltog bland annat i OS 2004 i Aten, där han vann brons, efter att ha förlorat mot iraniern Hadi Saei, men sedan vann över brasilianen Diogo Silva. i samband med de olympiska taekwondo-turneringarna 2004 i Aten.